# 雷晓凌
雷晓凌（1963年—），广东遂溪人，汉族，中华人民共和国政治人物、第十二届全国人民代表大会广东地区代表。
毕业于华南理工大学发酵工程专业。担任广东海洋大学食品科技学院食品质量与安全系主任。2008年起担任全国人大代表。2013年，担任全国人大代表。